# Březno (Velemín)
Osada Březno (německy Priesen) tvoří jednu z jedenácti místních částí obce Velemín v okrese Litoměřice Ústeckeho kraje. Leží v široké kotlině mezi vrchy Ostrý, Vinička a Boreč, necelých 6 km západně od Lovosic a 1,5 km jižně od Velemína. Ve vesnici pramení Březenský potok, drobný pravý přítok potoka Milešovského. V Březně je evidováno 34 trvale obydlených domů se 76 obyvateli (2011).

## Historie
Nejstarší písemná zmínka o vsi, tehdy v majetku kláštera premonstrátek v Doksanech, se datuje k roku 1226.

## Obyvatelstvo
|           | 1869 | 1880 | 1890 | 1900 | 1910 | 1921 | 1930 | 1950 | 1961 | 1970 | 1980 | 1991 | 2001 | 2011 |
| --------- | ---- | ---- | ---- | ---- | ---- | ---- | ---- | ---- | ---- | ---- | ---- | ---- | ---- | ---- |
| Obyvatelé | 143  | 177  | 186  | 175  | 164  | 188  | 213  | 143  | 129  | 112  | 104  | 86   | 94   | 76   |
| Domy      | 30   | 32   | 34   | 34   | 33   | 32   | 39   | 34   | 30   | 32   | 28   | 32   | 33   | 34   |

## Pamětihodnosti
Ve vsi se nachází několik drobných sakrálních památek: barokní obdélná kaplička, barokní sousoší Kalvárie z roku 1722 a kovový kříž z roku 1815. Březnem prochází modrá značená turistická trasa z Lovosic na Ostrý.

## Galerie

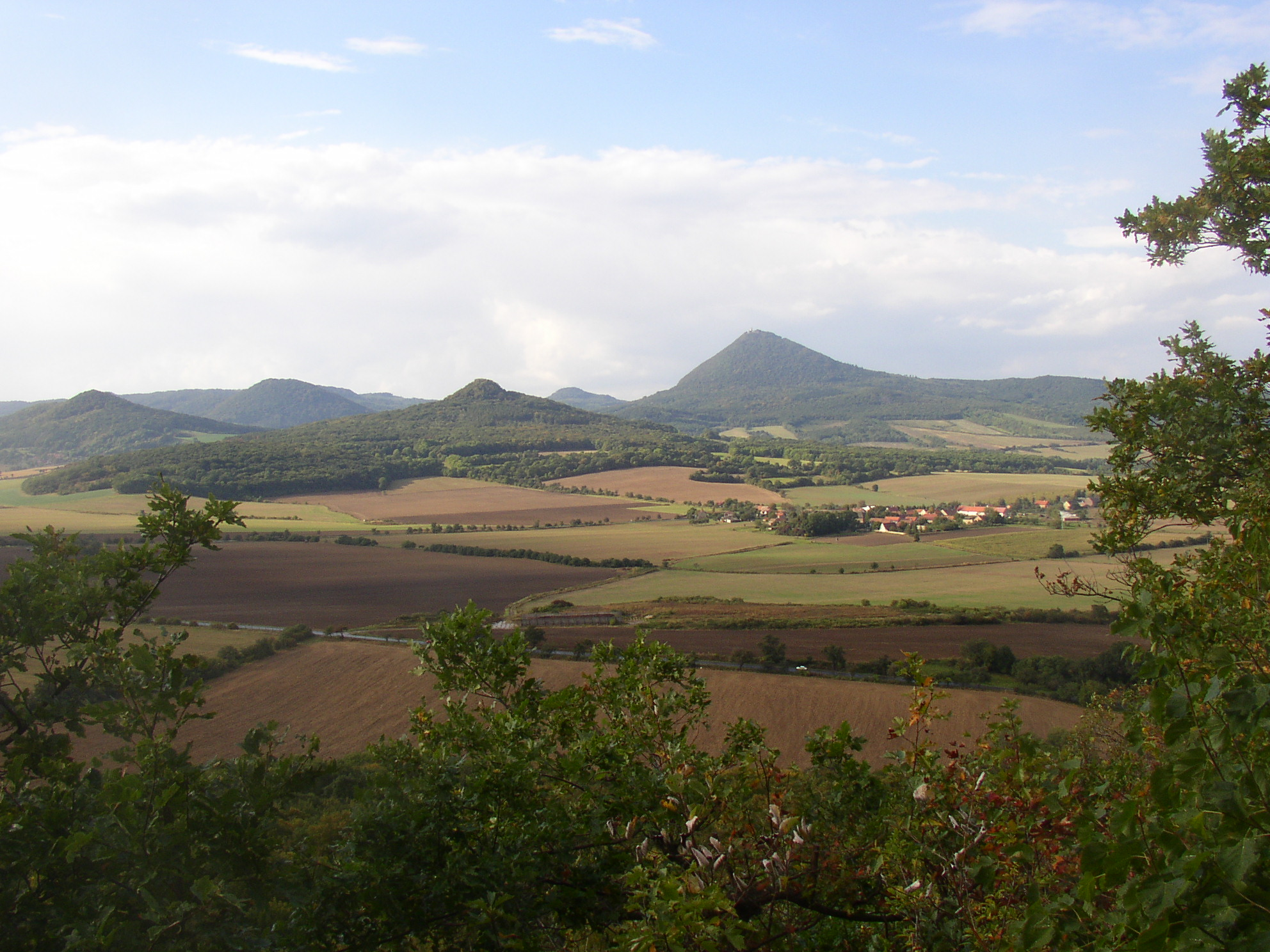
Pohled na Březno z Borče
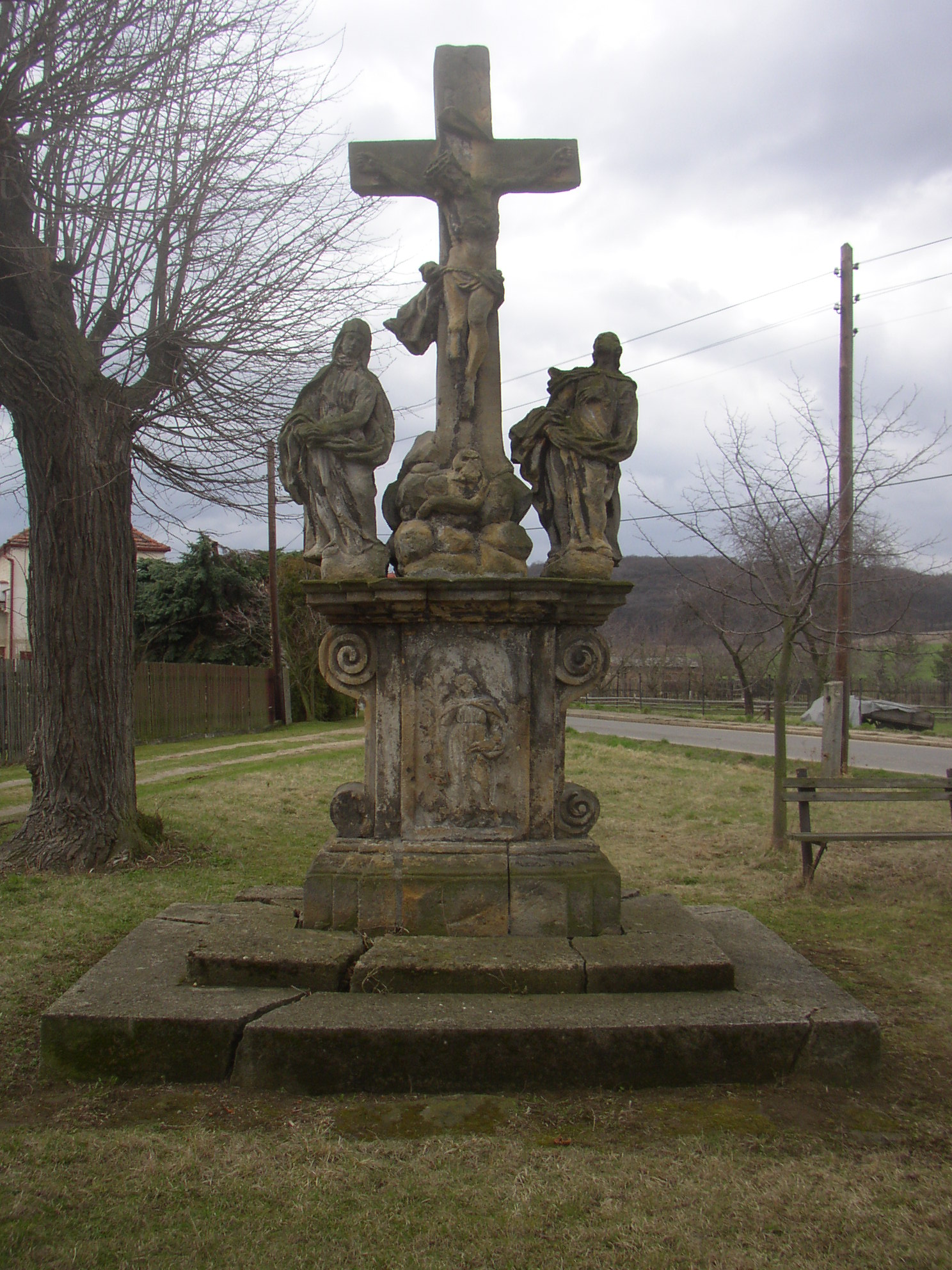
Sousoší Kalvárie
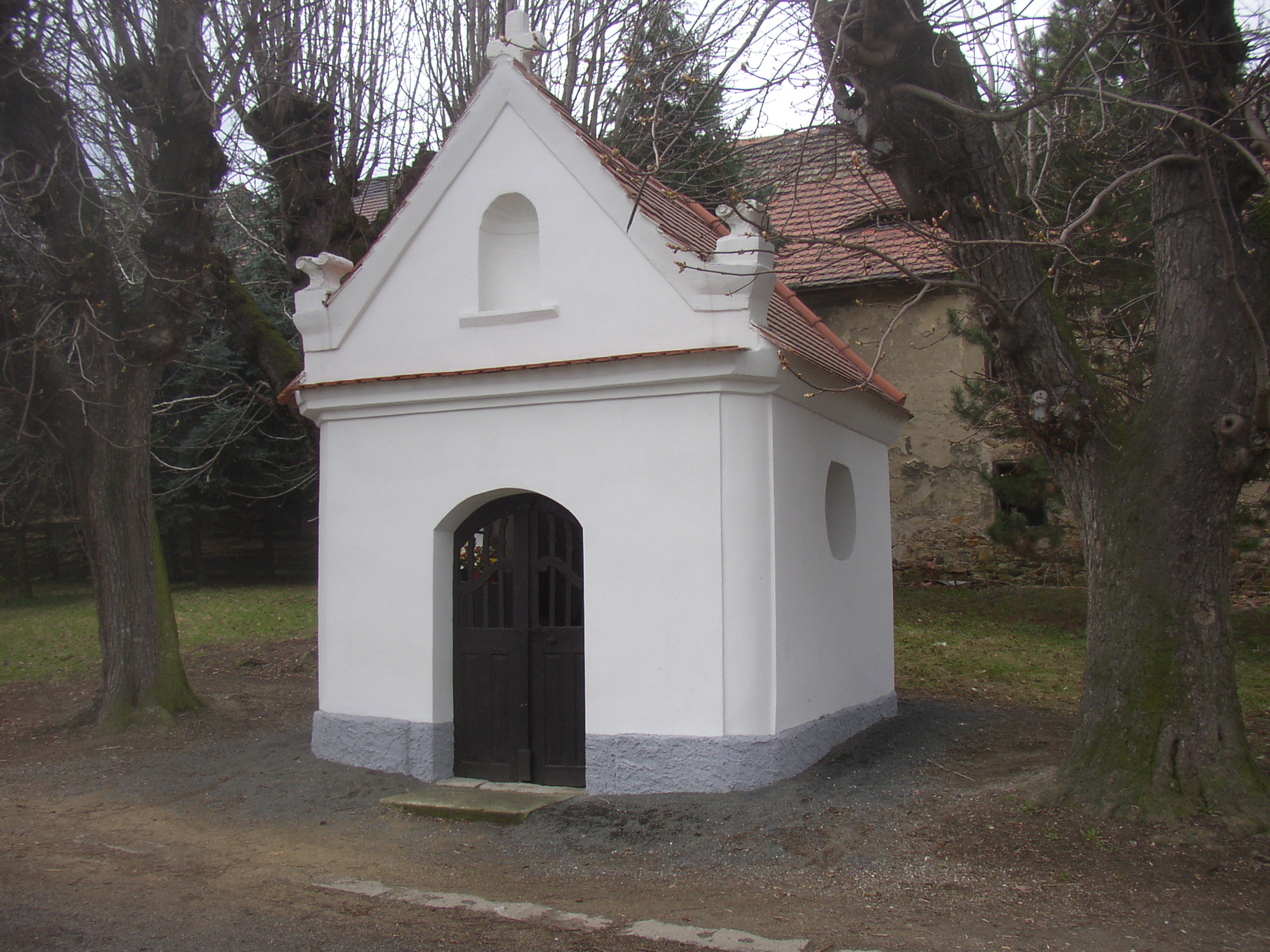
Kaplička